# Skarlat Kalimahi
Skarlat Kalimahi  (romunsko Scarlat Callimachi, grško starogrško Σκαρλάτος Καλλιμάχης, Skarlátos Kallimáhis) je bil veliki dragoman Visoke porte ter moldavski in  vlaški knez, * 1773, Carigrad, Osmansko cesarstvo,  †  12. december 1821, Bolu, Osmansko cesarstvo. 

## Življenjepis
Bil je sin Aleksandra Kalimahija in Ruksandre Ghica in poročen s Smaragdo Mavrogeni. Med rusko-turško vojno so ga leta 1810 ujeli Rusi  in  ga odpeljali v Harkov. Leta 1812 se je vrnil na moldavski prestol, uvedel nove zakone in bojarjem znižal davke. Sprejel je ukrepe proti epidemiji kuge, vzdrževal z lesom tlakovane ulice, podprl gibanje Georga Asakija za uvedbo romunskega jezika in v Moldaviji uvedel sajenje krompirja.
Leta 1819 so ga odpeljali v Carigrad, kjer so ga nameravali usmrtiti zaradi domnevnega kolaboriranja  z Rusi. Leta 1821  je dosegel preklic smrtne obsodbe in bil imenovan za kneza (hospodarja) Vlaške. Tega leta je bil nekaj mesecev de iure vladar  Vlaške, vendar mu oblasti ni uspelo prevzeti. Tega leta je izbruhnila tudi vojna za neodvisnost Grčije. Aleksandra Kalimahija so konec leta zastrupili, domnevno zaradi njegove  progrške usmeritve.

## Sklic
1. ↑  Family Group Sheet.

| Skarlat Kalimahi Rojen: 1773 Umrl: 12. december 1821 |                          |                                     |
| Vladarski nazivi                                     |                          |                                     |
| Predhodnik: Aleksander Moruzi                        | Moldavski knez 1806      | Naslednik: Aleksander Moruzi        |
| Predhodnik: Aleksander Hangerli                      | Moldavski knez 1807–1810 | Naslednik: Iordache Ruset-Roznovanu |
| Predhodnik: Veniamin Costache                        | Moldavski knez 1812–1819 | Naslednik: Mihael Sucu              |
| Predhodnik: Tudor Vladimiresku                       | Vlaški knez 1821         | Naslednik: Gregor IV. Ghica         |